# Joaquina Pino
Joaquina Pino (Granada, 1868-Madrid, 1948) fue una actriz y cantante española.

## Biografía
Tras instalarse en la ciudad de Madrid, decide dedicarse al mundo de la escena, formándose como actriz en la compañía de Antonio Vico en el Teatro Español. Más tarde, se integra en el Teatro Felipe, donde estrena la zarzuela La Gran Vía. 
Entrada la década de 1890, forma parte de la compañía del Teatro Apolo, y en pleno auge del género chico, interviene en piezas como Meterse en honduras, Cádiz, La Czarina (1892), El dúo de La africana, Agua, azucarillos y aguardiente, El cabo primero (1895) Doloretes (1901) y El pobre Valbuena (1904), las tres últimas de Carlos Arniches, además de un largo etcétera, siempre en funciones de tiple.
En la década de 1910, con la pérdida de popularidad del género chico, supo adaptar su carrera de actriz al entonces popular teatro en verso. De esa época, cabe citar sus papeles en Canción de cuna (1911), de Gregorio Martínez Sierra, Puebla de las mujeres (1912) y Así se escribe la Historia (1917), las dos últimas de los hermanos Álvarez Quintero. Falleció en Madrid a finales de 1948.